# James Ivory
James Francis Ivory (sinh ngày 7 tháng 6 năm 1928) là một đạo diễn, nhà sản xuất và nhà biên kịch phim người Mỹ. Trong nhiều năm, ông đã làm việc nhiều lần với nhà sản xuất phim gốc Ấn Độ - Ismail Merchant, đối tác chuyên nghiệp trong nước và với nhà biên kịch Ruth Prawer Jhabvala. Cả ba đều là giám đốc trong Merchant Ivory Productions, các bộ phim đã giành được sáu giải Oscar; Bản thân Ivory đã nhận được đề cử bốn giải Oscar và giành được một giải.
Với tác phẩm Call Me by Your Name (2017) do ông viết và sản xuất, Ivory đã giành giải thưởng cho Kịch bản chuyển thể hay nhất từ Giải thưởng Viện Hàn lâm, Viện Hàn lâm Nghệ thuật Điện ảnh và Truyền hình Anh Quốc, Hội Nhà văn Hoa Kỳ, Giải thưởng Lựa chọn của Nhà phê bình, và Giải thưởng Scripter. Khi giành được giải Oscar và BAFTA ở tuổi 89, Ivory trở thành người lớn tuổi nhất từng thắng ở bất kỳ hạng mục nào cho cả hai giải thưởng.

## Tiểu sử
Ivory sinh tại Berkeley, California, con trai của Hallie Millicent (sinh tại Loney) và Edward Patrick Ivory, một người điều hành xưởng cưa. Ông lớn lên ở Klamath Falls, Oregon. Ông theo học Đại học Oregon, từ đó ông nhận được bằng về mỹ thuật vào năm 1951. Ivory là người nhận được Huân chương Lawrence, danh hiệu cao quý nhất của trường đại học Oregon dành cho sinh viên tốt nghiệp.
Sau đó, ông theo học trường Nghệ thuật Điện ảnh của Đại học Nam California, nơi ông làm đạo diễn cho bộ phim ngắn Four in the Morning (1953). Ông đã viết, chụp ảnh và sản xuất Venice: Theme and Variations, một bộ phim tài liệu dài nửa tiếng được gửi làm phim luận án để lấy bằng thạc sĩ điện ảnh. Bộ phim được tờ New York Times đặt tên vào năm 1957 và là một trong mười bộ phim phi sân khấu hay nhất trong năm. Ông tốt nghiệp USC năm 1957. 

## Merchant Ivory Productions
Ivory đã gặp nhà sản xuất Ismail Merchant tại buổi chiếu bộ phim tài liệu The Sword and the Flute của Ivory tại thành phố New York năm 1959. Vào tháng 5 năm 1961, Merchant và Ivory thành lập công ty sản xuất phim Merchant Ivory Productions. Merchant và Ivory là người tình suốt thời gian sau này. Quan hệ đối tác chuyên nghiệp và lãng mạn của họ kéo dài 44 năm, từ năm 1961 cho đến khi Merchant mất năm 2005.
Quan hệ đối tác của họ được Sách kỷ lục Guinness ghi nhận cho mối quan hệ đối tác lâu nhất trong lịch sử điện ảnh độc lập. Cho đến khi Merchant qua đời vào năm 2005, họ đã sản xuất 40 bộ phim, bao gồm một số bộ phim nhận được giải thưởng của Viện Hàn lâm, BAFTA và Quả cầu vàng trong số nhiều phim khác. Ivory đã đạo diễn 17 bộ phim sân khấu cho Merchant Ivory và tiểu thuyết gia Ruth Prawer Jhabvala là nhà biên kịch cho 22 tác phẩm của họ bên cạnh một bộ phim khác do Merchant Ivory sản xuất sau cái chết của Merchant.
Về sự hợp tác này, Ismail Merchant từng bình luận: "Đó là một cuộc hôn nhân kỳ lạ mà chúng tôi có tại Merchant Ivory... Tôi là người Hồi giáo Ấn Độ, Ruth là người Do Thái Đức và Jim là người Mỹ tin lành. Ai đó đã từng mô tả chúng tôi như một vị thần ba đầu. Có lẽ họ nên gọi chúng tôi là quái vật ba đầu! " 

## Giải thưởng

### Giải thưởng Viện Hàn lâm
| Năm  | Bộ phim                | Hạng mục                          | Kết quả   |
| ---- | ---------------------- | --------------------------------- | --------- |
| 1985 | A Room with a View     | Đạo diễn xuất sắc nhất            | Đề cử     |
| 1992 | Howards End            | Đạo diễn xuất sắc nhất            | Đề cử     |
| 1993 | The Remains of the Day | Đạo diễn xuất sắc nhất            | Đề cử     |
| 2017 | Call Me by Your Name   | Kịch bản chuyển thể xuất sắc nhất | Đoạt giải |

Năm 1985, A Room with a View, dựa trên tiểu thuyết E. M. Forster, đã được đề cử tám giải Oscar, bao gồm Phim hay nhất và Đạo diễn xuất sắc nhất, và giành được ba giải cho tiểu thuyết Forster của Jhabvala cũng như cho Trang phục đẹp nhất và Thiết kế sản xuất xuất sắc nhất. A Room With a View cũng được bầu chọn là Phim hay nhất trong năm bởi Critic's Circle Film Section of Great Britain, Viện hàn lâm nghệ thuật điện ảnh và truyền hình Anh Quốc, Ủy ban đánh giá quốc gia Hoa Kỳ và tại Ý, nơi bộ phim giành chiến thắng Giải thưởng Donatello cho Phim nói tiếng nước ngoài hay nhất và Đạo diễn xuất sắc nhất. Năm 1987, Maurice đã nhận được giải Sư tử bạc cho Đạo diễn xuất sắc nhất tại Liên hoan phim Venice cũng như Phim hay nhất cho Richard Robbins và Giải thưởng Nam diễn viên xuất sắc nhất cho các bạn diễn James Wilby và Hugh Grant.
Điều này đã được theo dõi vào năm 1990 bởi ông bà Bridge, được Jhabvala chuyển thể từ tiểu thuyết của Evan S. Connell. Bộ phim đã nhận được một đề cử Oscar cho Nữ diễn viên xuất sắc nhất (Joanne Woodward), cũng như Nữ diễn viên xuất sắc nhất và Kịch bản hay nhất từ Hội phê bình phim New York.
Năm 1992, Ivory đã đạo diễn một bộ phim khác được chuyển thể từ Forster, Howards End. Bộ phim đã được đề cử 9 giải Oscar, bao gồm Phim hay nhất và Đạo diễn xuất sắc nhất, và giành được ba giải: Nữ diễn viên xuất sắc nhất (Emma Thompson), Kịch bản hay nhất - Chuyển thể (Ruth Prawer Jhabvala), và Trang trí nghệ thuật hay nhất (Luca Arrighi/Ian Whittaker). Bộ phim cũng giành giải Phim hay nhất tại Giải thưởng của Viện Hàn lâm Điện ảnh và Truyền hình Anh Quốc (BAFTA), cũng như giải thưởng cho Phim hay nhất, Nữ diễn viên xuất sắc nhất cho Emma Thompson và Đạo diễn xuất sắc nhất cho Ivory từ Ủy ban đánh giá quốc gia đã trao giải thưởng D. W. Griffith, vinh dự cao nhất cho Ivory cho bộ phim của mình. Tại Liên hoan phim Cannes 1992, bộ phim đã giành Giải thưởng Kỷ niệm 45 năm.
Howards End ngay lập tức được tiếp nối bởi The Remains of the Day, lần lượt được đề cử tám giải Oscar, bao gồm Phim hay nhất và Đạo diễn xuất sắc nhất.
Với tác phẩm trong Call Me by Your Name (2017), Ivory đã nhận được giải Oscar cho Kịch bản chuyển thể hay nhất, Giải thưởng phim phê bình dành cho kịch bản chuyển thể hay nhất, Giải thưởng của Hội nhà văn Mỹ cho Kịch bản chuyển thể hay nhất, Giải BAFTA Kịch bản chuyển thể hay nhất và Giải thưởng Scripter USC cho Kịch bản hay nhất. Ông cũng được đề cử giải thưởng quốc tế AACTA cho kịch bản hay nhất và giải thưởng phim độc lập Gotham cho kịch bản hay nhất.
Ở tuổi 89, James Ivory là người lớn tuổi nhất từng được đề cử hoặc giành giải Oscar cho kịch bản.

## Các bộ phim

### Là đạo diễn
- Four in the Morning (1953) (phim ngắn)
- Venice: Theme and Variations (1957) (phim ngắn)
- The Sword and the Flute (1959) (phim ngắn)
- The Householder (1963) diễn viên chính Shashi Kapoor
- The Delhi Way (phim tài liệu) được thuật lại bởi Leo Genn (1964)
- Shakespeare Wallah (1965) diễn viên chính Felicity Kendal, Shashi Kapoor * cũng là đồng biên kịch
- The Guru (1969) diễn viên chính Michael York, Rita Tushingham * cũng là đồng biên kịch
- Bombay Talkie (1970) diễn viên chính Jennifer Kendal, Shashi Kapoor * cũng là đồng biên kịch
- Adventures of a Brown Man in Search of Civilization (1972) (BBC-TV phim tài liệu)
- Savages (1972) diễn viên chính Sam Waterston, Asha Puthli
- Autobiography of a Princess (1975) diễn viên chính Madhur Jaffrey, James Mason
- The Wild Party (1975) diễn viên chính James Coco, Raquel Welch
- Hullabaloo Over Georgie and Bonnie's Pictures (1976) diễn viên chính Peggy Ashcroft, Larry Pine
- Roseland (1977) diễn viên chính Christopher Walken, Geraldine Chaplin, Lilia Skala
- The Europeans (1979) diễn viên chính Lee Remick, Lisa Eichhorn
- The Five Forty-Eight (1979/TV) diễn viên chính Laurence Luckinbill, Mary Beth Hurt
- Jane Austen in Manhattan (1980) diễn viên chính Anne Baxter, Robert Powell, Sean Young
- Quartet (1981) diễn viên chính Isabelle Adjani, Alan Bates, Maggie Smith
- Heat and Dust (1983) diễn viên chính Julie Christie, Greta Scacchi, Shashi Kapoor, Zakir Hussain
- The Bostonians (1984) diễn viên chính Vanessa Redgrave, Christopher Reeve, Madeleine Potter, Jessica Tandy
- A Room with a View (1985) diễn viên chính Helena Bonham Carter, Maggie Smith, Daniel Day-Lewis, Judi Dench
- Maurice (1987) diễn viên chính James Wilby, Hugh Grant, Rupert Graves, Billie Whitelaw * cũng là đồng biên kịch
- Slaves of New York (1989) diễn viên chính Bernadette Peters, Mary Beth Hurt, Mercedes Ruehl, Steve Buscemi, Stanley Tucci
- Mr. and Mrs. Bridge (1990) diễn viên chính Paul Newman, Joanne Woodward, Robert Sean Leonard
- Howards End (1992) diễn viên chính Emma Thompson, Helena Bonham Carter, Anthony Hopkins, Vanessa Redgrave
- The Remains of the Day (1993) diễn viên chính Anthony Hopkins, Emma Thompson, Christopher Reeve, Hugh Grant
- Jefferson in Paris (1995) diễn viên chính Nick Nolte, Greta Scacchi, Thandie Newton, Gwyneth Paltrow
- Lumière and Company (1995, segment)
- Surviving Picasso (1996) diễn viên chính Anthony Hopkins, Natascha McElhone, Joan Plowright
- A Soldier's Daughter Never Cries (1998) diễn viên chính Leelee Sobieski, Kris Kristofferson, Barbara Hershey, Jane Birkin * cũng là đồng biên kịch
- The Golden Bowl (2000) diễn viên chính Jeremy Northam, Uma Thurman, Kate Beckinsale, Nick Nolte, Anjelica Huston
- Le Divorce (2003) diễn viên chính Kate Hudson, Naomi Watts, Glenn Close, Leslie Caron, Stockard Channing, Melvil Poupaud *also co-writer
- The White Countess (2005) diễn viên chính Ralph Fiennes, Natasha Richardson, Vanessa Redgrave, Lynn Redgrave, Hiroyuki Sanada
- The City of Your Final Destination (2009, dựa trên tiểu thuyết của Peter Cameron) diễn viên chính Anthony Hopkins, Charlotte Gainsbourg, Laura Linney, Omar Metwally and Hiroyuki Sanada

### Các mục được đề cập khác
- Helen, Queen of the Nautch Girls (1973, phim ngắn, đạo diễn bởi Anthony Korner) - viết kịch bản
- The Courtesans of Bombay (1983, phim tài liệu, do Ismail Merchant đạo diễn) - nghĩ ra
- Call Me by Your Name (2017, phim, đạo diễn Luca Guadagnino) - nhà sản xuất, viết kịch bản